# Deja Vu (пісня Post Malone)
«Deja Vu» (укр. Дежавю) — пісня американського репера Post Malone. Вона стала четвертим синглом з його дебютного студійного альбому Stoney. У пісні також звучить вокал канадського співака Джастіна Бібера. Сингл ипущений 8 вересня 2016 лейблом Republic Records. Продюсерами пісні стали Френк Дюкес і Vinylz.

## Чарти
| Чарт (2016)                               | Найвища позиція |
| ----------------------------------------- | --------------- |
| Канада (Canadian Hot 100)                 | 43              |
| Франція (SNEP)                            | 151             |
| Нова Зеландія Heatseekers (RMNZ)          | 1               |
| Шотландія (Official Charts Company)       | 44              |
| Велика Британія (Official Charts Company) | 63              |
| США (Billboard Hot 100)                   | 75              |
| США (Hot R&B/Hip-Hop Songs) (Billboard)   | 25              |
| США (Rhythmic) (Billboard)                | 29              |

## Сертифікації
| Регіон | Сертифікація | Продажі   |
| --- | ------------ | --------- |
| Канада (Music Canada) | Платиновий   | 80,000    |
| Велика Британія (BPI) | Срібний      | 200 000   |
| США (RIAA) | Платиновий   | 1,000,000 |
| *продажі, що базуються лише на сертифікаціях · ^відвантаження, що базуються лише на сертифікаціях · продажі+прослуховування, що базуються лише на сертифікаціях |              |           |